# Srovnání nejlepších šachistů

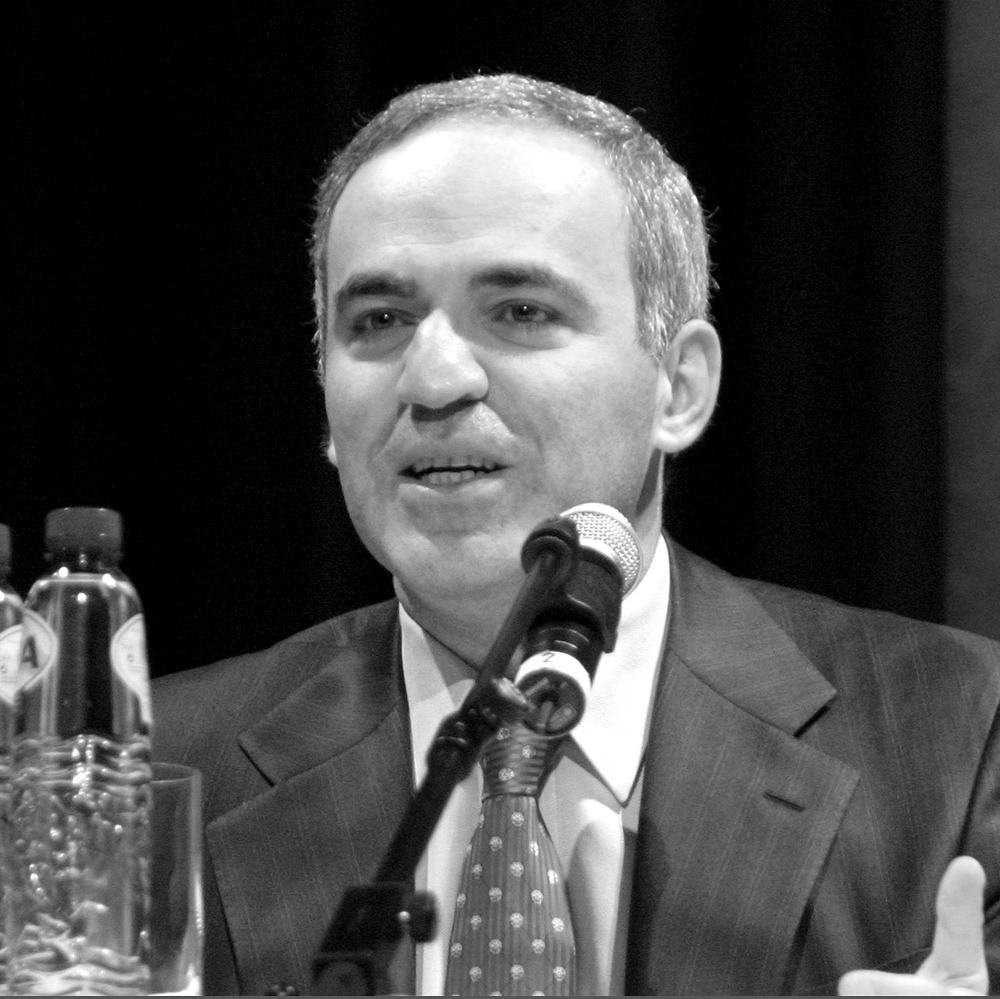
Garri Kasparov, dle mnohých nejlepší hráč šachu v historii

Tento článek zkoumá několik metodologií, které byly navrženy za účelem srovnání nejsilnějších hráčů šachové historie, zvláště pak porovnání nejlepších hráčů v odlišných obdobích. Statistické metody jsou objektivní, v samotném technickém systému srovnávání panuje shoda, nesoulad a spory ale panují v otázce, zda tato statistická technika může být aplikována na hráče z různých dob minulosti, kteří spolu nikdy nesehráli žádnou partii a nemohli se u šachovnice setkat (např. Capablanca a Kramnik).

## Statistické metody

### Elo systém
Snad nejznámějším statistickým modelem je model vyvinutý Arpadem Elem. Ve své knize z roku 1978 “Rating šachistů, minulost a současnost”, udělil rating hráčům odpovídající jejich výkonům v pěti nejlepších letech jejich kariéry. Podle tohoto systému byly nejvyšší ratingy dosaženy takto:
- 2725 – José Raúl Capablanca
- 2720 – Michail Botvinnik, Emanuel Lasker
- 2700 – Michail Tal
- 2690 – Alexandr Alexandrovič Aljechin, Paul Morphy, Vasilij Smyslov

Ačkoliv byl seznam publikován roku 1978, Elo listina neobsahovala pětileté průměry Bobby Fischera a Anatolije Karpova. Nicméně jsou zde zaneseny ratingy za leden 1978 pro Fischera 2780 a pro Karpova 2725.
Roku 1970 přijala FIDE Elo systém pro hodnocení hráčů současnosti. Takže jedním ze způsobů, jak srovnávat hráče z různých oblastí je srovnávat jejich rating. V tabulce níže jsou srovnáni hráči, kteří dosáhli nejvyššího Elo ratingu, nejedná se o současný rating, ale o nejvyšší dosažený v průběhu celé kariéry.
Do ledna 2021 bylo zaznamenáno v šachové historii celkem 121 mezinárodních velmistrů, kteří překročili hranici ratingu 2700 ELO, a 13 z nich bylo schopno přesáhnout přes 2800. Nejpodivuhodnější jsou výkony hráčů před nejmodernější érou, konkrétně R. J. Fischer, A. Karpov a G. Kasparov, kteří svého vrcholného ratingu dosáhli v letech 1972, 1994 a 1999.
| Pořadí | Rating | Hráč                   | Rok a měsíc | Země        |
| ------ | ------ | ---------------------- | ----------- | ----------- |
| 1      | 2882   | Magnus Carlsen         | 2014-05     | Norsko      |
| 2      | 2851   | Garri Kasparov         | 1999-07     | Rusko       |
| 3      | 2844   | Fabiano Caruana        | 2014-10     | Itálie      |
| 4      | 2830   | Levon Aronjan          | 2014-03     | Arménie     |
| 5      | 2822   | Wesley So              | 2017-02     | USA         |
| 6      | 2820   | Šachrijar Mamedjarov   | 2018-09     | Ázerbájdžán |
| 7      | 2819   | Maxime Vachier-Lagrave | 2016-08     | Francie     |
| 8=     | 2817   | Višvanáthan Ánand      | 2011-03     | Indie       |
| 8=     | 2817   | Vladimir Kramnik       | 2016-10     | Rusko       |
| 10=    | 2816   | Veselin Topalov        | 2015-07     | Bulharsko   |
| 10=    | 2816   | Hikaru Nakamura        | 2015-10     | USA         |
| 10=    | 2816   | Liren Ding             | 2018-11     | Čína        |
| 13     | 2810   | Alexandr Griščuk       | 2014-12     | Rusko       |
| 14     | 2804   | Alireza Firouzja       | 2021-12     | Francie     |
| 15     | 2801   | Arjun Erigaisi         | 2024-12     | Indie       |
| 16     | 2798   | Aniš Giri              | 2015-10     | Holandsko   |
| 17     | 2794   | Dommaraju Gukesh       | 2024-10     | Indie       |
| 18     | 2793   | Tejmur Radžabov        | 2012-11     | Ázerbájdžán |
| 19     | 2792   | Jan Něpomňaščij        | 2021-05     | Rusko       |
| 20=    | 2788   | Alexandr Morozevič     | 2008-07     | Rusko       |
| 20=    | 2788   | Sergej Karjakin        | 2011-07     | Rusko       |
Průměrný Elo rating nejvýše umístěných hráč v průběhu doby vzrůstal. Například průměrné ELO první stovky hráčů vzrostlo z 2645 v červenci 2001 na 2665 v červenci 2006 , 2685 v dubnu 2009 až po 2705 v listopadu 2012 . Mnoho lidí se domnívá, že tento vzrůst je způsoben výtvorem vlastního systému, který je znám jako ratingová inflace, která činí nepraktickou srovnávání hráčů odlišných období. Aktuálně se překvapivě vývoj nejlepšího ELO hráčů zastavil a v lednu 2018 dosahuje průměr první stovky jen hodnoty 2704.
Arpad Elo byl názoru, že Elo systém je neúčinný při snaze užívat rating ke srovnání hráčů z různých období. V jeho pohledu mohl Elo systém pouze přibližně měřit sílu hráčů ve srovnání s jejich současníky. Rovněž prohlásil, že proces ohodnocování hráčů byl v jakékoli době pouze přibližný. Přirovnal systém k: Měřeni pozice korku houpající se nahoru a dolu na hladině rozbouřené vody pomocí metru uvázaného na šňůře, která se kymácí ve větru.

### Chessmetrics
Mnoho statistik po Elu navrhovalo podobné metody na hodnoceni hráčů v čase zpět. Jeff Sonas například nazývá svůj systém Chessmetrics. Tento systém zohledňuje mnoho partií hraných po publikovaní Elo knihy a prohlašuje, že bere v úvahu ratingovou inflaci, kterou zřetelně trpí Elo systém.
Jednou z námitek je, že Chessmetrics hodnocení bere v úvahu frekvenci hraní. Podle Sonase Jakmile jste měsíc bez hry, váš Chessmetrics rating začne klesat. Zatímco je v nejlepším zájmu fanoušků hráčů, aby byli stále aktivní, není jasné, proč by měl osobní rating, který zohledňuje šachové dovednosti, klesat, když je hráč neaktivní po určitou dobu.
Sonas, podobně jako Elo, připouští, že je nepoužitelné srovnávat sílu hráčů z rozdílných období. Ve svém vysvětlení Chessmetrics systému říká:
Samozřejmě, rating vždy ukazuje stupeň dominance určitého hráče proti jeho současným vrstevníkům, neříká ale nic o tom, zda je hráč silnější či slabší ve svých skutečných šachových dovednostech, které hráč ovládá v dané době. Takže zatímco nemůžeme říci, ze Bobby Fischer v časných 70. letech nebo Jose Capablanca v začátku 20. let byli nejsilnější hráči všech dob, můžeme říci s určitou jistotou, že byli dva nejdominantnější hráči všech dob. To je rozměr, který nám ratingy mohou říci.
Nicméně tento web srovnává hráče z různých období a ukazuje, že v takových případech je Chessmetrics spíše citlivý k délce trvání období, která jsou srovnávaná, například:
| Pozice | 1 rok                | 5 roků               | 10 roků              | 15 roků                        | 20 roků                        |
| ------ | -------------------- | -------------------- | -------------------- | ------------------------------ | ------------------------------ |
| 1      | Bobby Fischer        | Garri Kasparov       | Garri Kasparov       | Garri Kasparov                 | Garri Kasparov                 |
| 2      | Garri Kasparov       | Emanuel Lasker       | Emanuel Lasker       | Anatolij Karpov                | Anatolij Karpov                |
| 3      | Michail Botvinnik    | José Raúl Capablanca | Anatoly Karpov       | Emanuel Lasker                 | Emanuel Lasker                 |
| 4      | José Raúl Capablanca | Michail Botvinnik    | José Raúl Capablanca | José Raúl Capablanca           | Alexandr Alexandrovič Aljechin |
| 5      | Emanuel Lasker       | Bobby Fischer        | Bobby Fischer        | Alexandr Alexandrovič Aljechin | Viktor Korčnoj                 |
| 6      | Alexandr Aljechin    | Anatolij Karpov      | Michail Botvinnik    | Michail Botvinnik              | Vasilij Smyslov                |

V článku pro Chessbase.com Sonas užívá Chessmetrics, aby ohodnotil historickou roční výkonnost ratingů a dochází k závěru, že Kasparov byl dominantním po nejvíce let, následovaný Laserem a Karpovem. Rovněž zdůrazňuje, že Chessmetrics dává rozumně spravedlivé ohodnocení hráčům tak v historii vzdálených, jako byl Emanuel Lasker.

### Další systémy
V protikladu s Elo systémem a systémem Sonase, Razmond Keene a Nathan Divinsky kniha Warriors of the Mind je vzácným příkladem ratingového systému, který tvrdí, že přímo srovnává sílu hráčů aktivních v odlišných obdobích a tak určuje nejsilnějšího hráče všech dob. Pokud budeme uvažovat partie hrané mezi nejsilnějšími šedesáti hráči v historii, dostaneme následující první desítku:
1. Garri Kasparov, 3096
2. Anatolij Karpov, 2876
3. Bobby Fischer, 2690
4. Michail Botvinnik, 2616
5. José Raúl Capablanca, 2552
6. Emanuel Lasker, 2550
7. Viktor Korčnoj, 2535
8. Boris Spasskij, 2480
9. Vasilij Smyslov, 2413
10. Tigran Petrosjan, 2363

Tyto údaje nejsou stejného rozměru jako Elo hodnocení (poslední osoba na seznamu Johann Zukertort má hodnocení 873).

## Zahrané tahy srovnané s výběrem počítače
Jedna z nejnovějších metod analyzování šachových schopností v průběhu historie pochází od Mateje Guida a Ivana Bratka z oddělení výpočetní informační techniky Univerzity Lublaň. Základem pro jejich ohodnocování byla rozdílnost mezi hodnocením pozice a zahranými tahy samotnými hráči ve srovnání s výběrem počítačového programu Crafty. Rovněž je porovnáván průměrný počet chyb v partiích hráčů. Podle této analýzy je vedoucím hráčem José Raúl Capablanca, následovaný těsně Vladimírem Kramnikem.
Byly analyzovány partie z turnajů resp. zápasů mistrovství světa a bylo dosaženo následujícího pořadí u čtrnácti světových šampionů.
Hráči s nejnižším průměrem chyb:
1. José Raúl Capablanca
2. Vladimir Kramnik
3. Anatolij Karpov
4. Garri Kasparov
5. Boris Spasskij
6. Tigran Petrosjan
7. Emanuel Lasker
8. Bobby Fischer
9. Alexandr Aljechin
10. Vasilij Smyslov
11. Michail Tal
12. Michail Botvinnik
13. Max Euwe
14. Wilhelm Steinitz

Metoda však obdržela množství kritických hlasů, jedním z nich bylo, že Crafty nebyl dostatečně silný, aby byl schopen ohodnotit hru mistrů světa. Jeho ELO rating byl totiž v roce 2006 pouze 2657, tedy méně než u mnohých světových šampionů.

## Subjektivní žebříčky
Množství předních hráčů s publicistů se snažilo o zhodnocení nejlepších hráčů. Obecně se tyto seznamy pokouší kombinovat obě výše zmíněné metody – výkonnost a analýzu partií.

### Bobby Fischer
Roku 1964 Bobby Fischer vytvořil žebříček nejlepších deseti v magazínu Chess Life: Paul Morphy, Howard Staunton, Wilhelm Steinitz, Siegbert Tarrasch, Michail Ivanovič Čigorin, Alexandr Alexandrovič Aljechin, José Raúl Capablanca, Boris Spasskij, Michail Tal, Samuel Reshevsky. 

### Irving Chernev
Roku 1976 autor Irving Chernev publikovat knihu Golden Dozen, ve které seřadil nejlepší dvanáctku všech dob: 1. José Raúl Capablanca, 2. Alexandr Alexandrovič Aljechin, 3. Emanuel Lasker, 4. Bobby Fischer, 5. Michail Botvinnik, 6. Tigran Petrosjan, 7. Michail Tal, 8. Vasilij Smyslov, 9. Boris Spasskij, 10. David Bronštejn, 11. Akiba Rubinstein 12. Aaron Nimcovič

## Mistři světa podle délky své vlády
Počet vyhraných titulů mistra světa, nebo vláda světovému mistrovství může být považována jako vodítko k měření úspěšnosti hráčů. Tabulka níže uspořádává mistry světa v pořadí od nejvíce vyhraných mistrovství. (Pro tyto potřeby se úspěšná obhajoba titulu počítá jako vítězství, i přesto, že samotný zápas skončil remízou). Konstrukce tabulky je ztížená rozdělením mistrovství světa na dva konkurenční šampionáty FIDE a Klasický v období od 1993 do 2006.
| Mistr světa          | Celkem počet titulů MS | Jednoznačný titul | FIDE titul | Klasický titul | Počet let mistrem světa |
| -------------------- | ---------------------- | ----------------- | ---------- | -------------- | ----------------------- |
| Emanuel Lasker       | 7                      | 7                 |            |                | 27                      |
| Garri Kasparov       | 6                      | 4                 |            | 2              | 15                      |
| Anatolij Karpov      | 6                      | 3                 | 3          |                | 16                      |
| Michail Botvinnik    | 5                      | 5                 |            |                | 13                      |
| Alexandr Aljechin    | 4                      | 4                 |            |                | 17                      |
| Wilhelm Steinitz     | 4                      | 4                 |            |                | 8                       |
| Magnus Carlsen       | 4                      | 4                 |            |                | 7                       |
| Višvanáthan Ánand    | 4                      | 3                 | 1          |                | 7                       |
| Vladimir Kramnik     | 3                      | 1                 |            | 2              | 6                       |
| Tigran Petrosjan     | 2                      | 2                 |            |                | 6                       |
| José Raúl Capablanca | 1                      | 1                 |            |                | 6                       |
| Boris Spasskij       | 1                      | 1                 |            |                | 3                       |
| Bobby Fischer        | 1                      | 1                 |            |                | 3                       |
| Max Euwe             | 1                      | 1                 |            |                | 2                       |
| Vasilij Smyslov      | 1                      | 1                 |            |                | 1                       |
| Michail Tal          | 1                      | 1                 |            |                | 1                       |
| Ruslan Ponomarjov    | 1                      |                   | 1          |                | 2                       |
| Alexandr Chalifman   | 1                      |                   | 1          |                | 1                       |
| Rustam Kasimdžanov   | 1                      |                   | 1          |                | 1                       |
| Veselin Topalov      | 1                      |                   | 1          |                | 1                       |